# 瓜廖尔专区
瓜廖尔专区是印度中央邦所辖的一个专区。
该专区的行政中心为瓜廖尔。瓜廖尔专区目前辖有Ashoknagar县、希瓦普里县、达迪亚县、古纳县、瓜廖尔县5个县。该专区面积2 9608 km²，总人口536 3881人(2001年)。